# Gary Lux
Gary Lux (* 26. Jänner 1959 in Kingston, Ontario, Kanada als Gerhard Lux) ist ein österreichischer Sänger, Komponist und Musikproduzent.

## Leben
Gary Lux kam bereits als Kind nach Österreich. Er machte eine elektrotechnische Ausbildung, widmete sich aber vor allem der Musik, besonders dem Klavier.
Ende der 1980er Jahre lebte Gary Lux einige Jahre in den USA. In Los Angeles arbeitete er mit John Travolta, Chick Corea und Julia Migenes zusammen. Als Musiker tourte er mit Wolfgang Ambros, Rainhard Fendrich und Georg Danzer. Lux war musikalischer Leiter von Sendungen wie Grand Prix der Volksmusik, Starnacht am Wörthersee, Starnacht im Montafon und Wenn die Musi spielt – Sommer Open Air. Für die ORF-Wohltätigkeitsveranstaltung Licht ins Dunkel komponierte er Wer hat Recht, das in der Sendung von Marianne Mendt, Sigrid Hauser, Andreas Steppan, Viktor Gernot und ihm selbst gesungen wurde. Dieses Lied wurde neben Bring ein Licht von Udo Jürgens die zweite Hymne der Aktion, denn es wurde zu Beginn und zum Abschluss der Licht-ins-Dunkel-Gala gespielt. Darüber hinaus schrieb und produzierte Lux die Ö3-Jubiläums-CD Wie beim ersten Mal und war damit 14 Wochen in den Charts.
Gary Lux hat zwei Söhne und war verheiratet. Seine Frau verstarb nach schwerer Krankheit am 4. April 2011.

## Teilnahme am Eurovision Song Contest
Lux nahm für Österreich sechs Mal am Eurovision Song Contest teil:
- 1983: Hurricane (als Mitglied der Gruppe Westend, Platz 9)
- 1984: Einfach weg (Backing von Anita, Platz 19 mit 5 Punkten)
- 1985: Kinder dieser Welt (Platz 8)
- 1987: Nur noch Gefühl (Platz 20 mit 8 Punkten)
- 1993: Maria Magdalena (Backing für Tony Wegas, Platz 14)
- 1995: Die Welt dreht sich verkehrt (Backing für Stella Jones, Platz 13)

## Auszeichnungen (Auswahl)
- 2022: Goldenes Ehrenzeichen für Verdienste um das Bundesland Niederösterreich